# Robertus Joan Castendijk

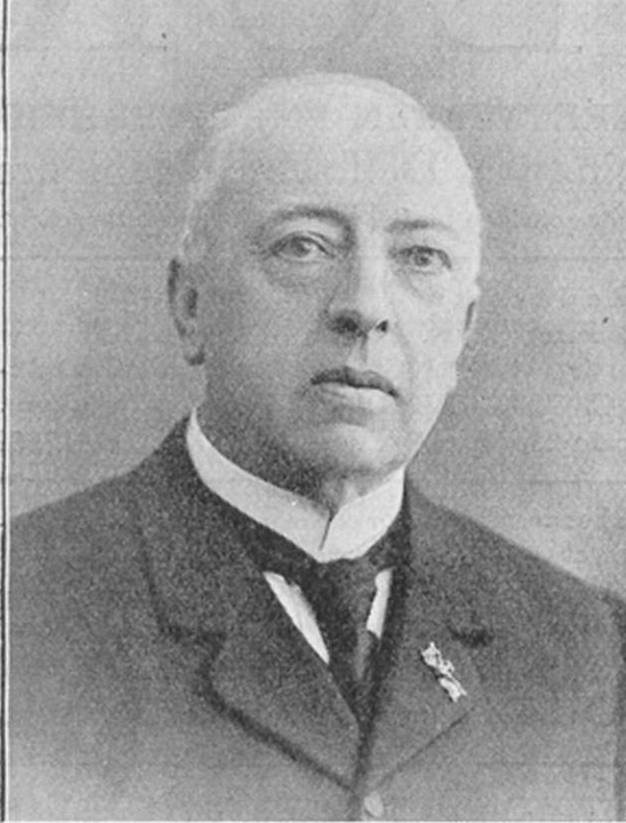
ir. R.J. Castendijk (1849-1931)

Robertus Joan Castendijk (Haarlem, 31 augustus 1849 - 's-Gravenhage, 26 november 1931) was een Nederlands waterbouwkundige. Hij was de zoon van cavalerie officier Robertus Joan Castendijk en  Henrietta Hester Constantia de Roo.  Hij is met  Maria Catharina van den Brandeler getrouwd op 18 mei 1848 te Dordrecht.
Op jonge leeftijd is Castendijk met het gezin naar Zutphen verhuisd, waar hij de HBS gevolg heeft. Na de HBS ging hij studeren aan de Polytechnische School te Delft, waar hij in 1872 afstudeerde. Na zijn afstuderen werd hij buitengewoon opzichter bij Rijkswaterstaat. Hij werd geplaatst in de directie Noord-Brabant en was in de Biesbosch betrokken bij rivierwerken. In december 1873 werd hij, na het vergelijkend examen, benoemd tot aspirant ingenieur. Hij werd toen in Kampen geplaatst, waar hij o. a. aan de Ketelleidammen en de dam van het Zwolsche Diep werkte.
In 1875 is hij bevorderd tot ingenieur 3e klasse en in 1877 werd hij de arrondissementsingenieur in Breskens. Hij was daar ook verantwoordelijk voor de tramlijn Breskens-Maldegem. In 1891 werd het arrondissement Breskens samengevoegd met dat van Vlissingen, en de provinciale taken losgemaakt van Rijkswaterstaat. De functie van Castendijk verviel dus en hij werd overgeplaatst naar het rivierarrondissement Pannerdens Kanaal, Neder-Rijn en Lek.

## Waalverbetering
Zijn standplaats voor dit werk was in Utrecht. Maar in 1887 werd hij overgeplaatst naar Assen als ingenieur 2e klasse. In 1889 wilde Rijkswaterstaat een begin maken me de verbetering van de Waal als vaarweg van Rotterdam en Amsterdam naar het Duitse achterland. Omdat Castendijk op dat moment binnen Rijkswaterstaat het meeste ervaring had met rivierverbeteringswerken werd hij benoemd tot hoofd van het arrondissement Boven-Rijn en Waal. In deze werken zat n iet alleen een verbetering voor Rotterdam, maar ook de aanleg van een kanaal van Gorinchem naar het noorden (onderdeel van het Mewedekanaal, feitelijk een verbetering van het Zederikkanaal). Castendijk heeft dit project van begin tot eind geleid. Hij heeft voor de rivierverbetering van de Waal de theorie van de Fransman Louis Fargue toegepast, door de de rivier in de bochten breder te maken en op de buigpunten en in de rechte stukken smaller. Hierdoor is de Waal in Nederland dieper geworden dan de (onverdeelde) Rijn in Duitsland.

## De Maas en het Wilhelminakanaal
In 1891 werd hij bevorderd tot ingenieur 1e klasse en in mei 1901 werd hij overgeplaatst naar 's-Hertogenbosch, waar hij zich bezig hield met plannen als het afsluiten van de Beerse Maas de aanleg van het Wilhellminakanaal en de plannen voor de verlegging van de Maasmond (aanleg Bergsche Maas). Maar al snel werd hij overgeplaatst naar het Noorden.

## Noord Nederland
Omdat de hoofdingenieur-directeur in Noord Nederland ziek was geworden werd Castendijk in 1903 overgeplaatst naar Leeuwarden. In oktober van dat jaar werd hij bevorderd tot  hoofdingenieur-directeur. Hij werd toen ook lid van de door de provincies ingestelde commissie tot onderzoek naar de indijking van de Lauwerszee en een betere afwatering van deze provincies. Het eindverslag is in 1904 uitgekomen.Tot indijking van de Lauwerszee is het toen niet gekomen, maar er is wel een gemaal bij Tacozijl gebouwd om de afwatering te verbeteren. Dit is het bekende Woudagemaal, het grootste stoomgemaal ter wereld. Voor de afwatering van Groningen en een deel van Drenthe is in 1918 begonnen met het gemaal bij Zoutkamp (dat later de naam "De Waterwolf" kreeg)..
In 1908 werd hij overgeplaatst naar Arnhem.

## Inspecteur-generaal
In 1911 werd hij bevorderd tot inspecteur-generaal met standplaats Den Haag; Hij werd toen verantwoordelijk voor de vier noordelijke provincies, Noord- en Zuid Holland en Zeeland. De grote rivieren vielen daar niet onder. Bij een reorganisatie in 1914 kwam de functie van hoofdinspecteur-generaal te vervallen, en werd diens werk toegevoegd aan de taak van de twee inspecteurs-generaal. Maar dat was te veel werk voor deze twee personen, temeer daar er onvoldoende ondersteuning was. Hij is daarom toen (op 1 mei 1915) met pensioen gegaan.

## Eerbewijzen en pensioen
Hij heeft na zijn pensionering nog enige jaren in Bussum gewoond, en is daarna (in 1923) een aantal jaren in Zwitserland geweest. Rond zijn 80e is hij weer naar Nederland gekomen en is gaan wonen in Den Haag.

Op 28 augustus 1905 werd Castendijk tot ridder in de orde van de Nederlandsche Leeuw benoemd. Verder is hij ridder 3de klasse van de Rode  Adelaar van Pruisen.